# 41e division de forteresse
La 41e division de forteresse (en allemand : 41. Festungs-Division) est une des divisions d'infanterie de la Wehrmacht durant la Seconde Guerre mondiale.

## Création
La 41. Festungs-Division est formée le 11 décembre 1943 à Bruck an der Mur à partir de l'état-major de la 39. Infanterie-Division dissoute en tant que quartier général de division des troupes de forteresse basées dans le Péloponnèse.
En janvier 1945, après l'évacuation de la Grèce vers les pays slaves, elle est renommée 41. Infanterie-Division.

## Organisation

### Commandants
| Date                             | Grade           | Commandant               |
| -------------------------------- | --------------- | ------------------------ |
| 20 novembre 1943 - 27 avril 1944 | Generalleutnant | Franz Krech              |
| 27 avril 1944 - 1er août 1944    | Generalleutnant | Dr. Josef Folttmann (de) |
| 1er août 1944 - ? janvier 1945   | Generalleutnant | Wolfgang Hauser          |

## Théâtres d'opérations
- Grèce : Novembre 1943 - Octobre 1944
- Balkans : Octobre 1944 - Janvier 1945

## Ordres de bataille
- Festungs-Infanterie-Regiment 938
- Festungs-Infanterie-Regiment 965
- Festungs-Infanterie-Bataillon 1009
- Festungs-Infanterie-Bataillon 1012
- Heeres-Küsten-Artillerie-Regiment 919
- Heeres-Flakartillerie-Abteilung 309
- Divisionseinheiten 141